# Ajit Pai
Ajit Varadaraj Pai, född 10 januari 1973 i Buffalo, New York, är en amerikansk advokat som sedan januari 2017 är ordförande i Federal Communications Commission.
Han har tjänstgjort i olika positioner vid FCC sedan han utses till kommissionen av president Barack Obama i maj 2012, på rekommendation av Mitch McConnell. Han bekräftades enhälligt av USA:s senat den 7 maj 2012, och svors in den 14 maj 2012, för en femårsperiod.
I januari 2017, nyinvigda presidenten Donald Trump utsåg Pai som FCC-ordförande. I mars 2017, Trump meddelade att han skulle nominera Pai för att tjäna ytterligare en femårsperiod. Pai bekräftades av den amerikanska senaten för ytterligare en femårsperiod den 2 oktober 2017.